# Class 05
De Class 05 is een dieselrangeerlocomotief van British Rail gebouwd door de Hunslet Engine Company tussen 1955 en 1961. Ze werden ingezet in de Eastern en Scottish regios van British Railways. Aanvankelijk kregen ze de nummers 11136-11176, later werden ze omgenummerd naar D2550-D2619.
Volgens verschillende bronnen heeft ook de Class D2/5, gebouwd door Andrew Barclay Sons & Co. computernummers gekregen binnen Class 05, dit bleek echter onjuist en in de nieuwe lijsten van Marsden komen ze ook niet meer voor.

## Overzicht
De meeste locomotieven van deze serie werden na korte tijd uitgerangeerd en vervangen door de Class 03 en Class 04. Uitzondering vormt de D2554 die in 1966 werd gestationeerd op het Isle of Wight om te helpen bij de elektrificatie van het spoorwegnet aldaar. Kort daarna kreeg de locomotief het computernummer (TOPS) 05001. Omdat de rest van de serie al was uitgerangeerd was het de enige van de serie die een computernummer kreeg. De locomotief bleek uitermate geschikt voor het Isle of Wight en bleef dan ook tot 1985 in dienst. De locomotief is toen verkocht aan de Isle of Wight Steam Railway, Havenstreet.

## Museumlocs
Het Didcot Railway Centre heeft een industrie variant, met nummer DL26, die gebaseerd is op het ontwerp van de Class 05. Deze locomotief werd daarvoor gebruikt door de National Coal Board in het noordoosten van het land. De DL26 heeft een krachtigere motor (264pk, 60pk meer dan de Class 05) en een hogere motorkap om die onder te brengen. De loc is momenteel geschilderd in de zwarte kleurstelling van British Railways met het eerste logo van BR op de zijwanden. Voor het museumbedrijf heeft de locomotief deze kleuren nooit gedragen, het betreft immers een industrie versie. Het was de belangrijkste rangeerloc op het terrein totdat ze door een Class 08 werd verdrongen, hoewel ze nog steeds wordt onderhouden en actief is voor rangeerwerk. Voor reizigersdiensten is de locomotief ongeschikt door het ontbreken van vacuüm remmen. De 05001/D2554 van de Isle of Wight Steam Railway is regelmatig te zien maar kan evenmin voor personentreinen worden ingezet omdat op het eiland gebruikgemaakt wordt van materieel met luchtremmen.

## Techniek
De motor is een achtcilinder 4 takt 8L3 motor van 152 kW gebouwd door L. Gardner and Sons met een 4-versnellingsbak van Hunslet. De aandrijving loopt via een richtingschakelaar en aandrijfkast eveneens gebouwd door Hunslet.

## Historisch materieel
Vier exemplaren zijn bewaard gebleven:
- D2554 "Nuclear Fred" bij de Isle of Wight Steam Railway. Deze locomotief droeg in de loop der tijd verschillende nummers nl. 11140, 05001 en 97803
- D2578 "Cider Queen", privébezit van de D2578 Locomotive Group in Moreton Business Park, Herefordshire.
- D2587 bij de Heritage Shunters Trust
- D2595 op de Ribble Steam Railway

## Modelbouw
De class 05 wordt aangeboden als bouwdoos en als rijklaar model op schaal H0 door Silver Fox Models, en Heljan heeft het model aangekondigd.